# Formiga reina

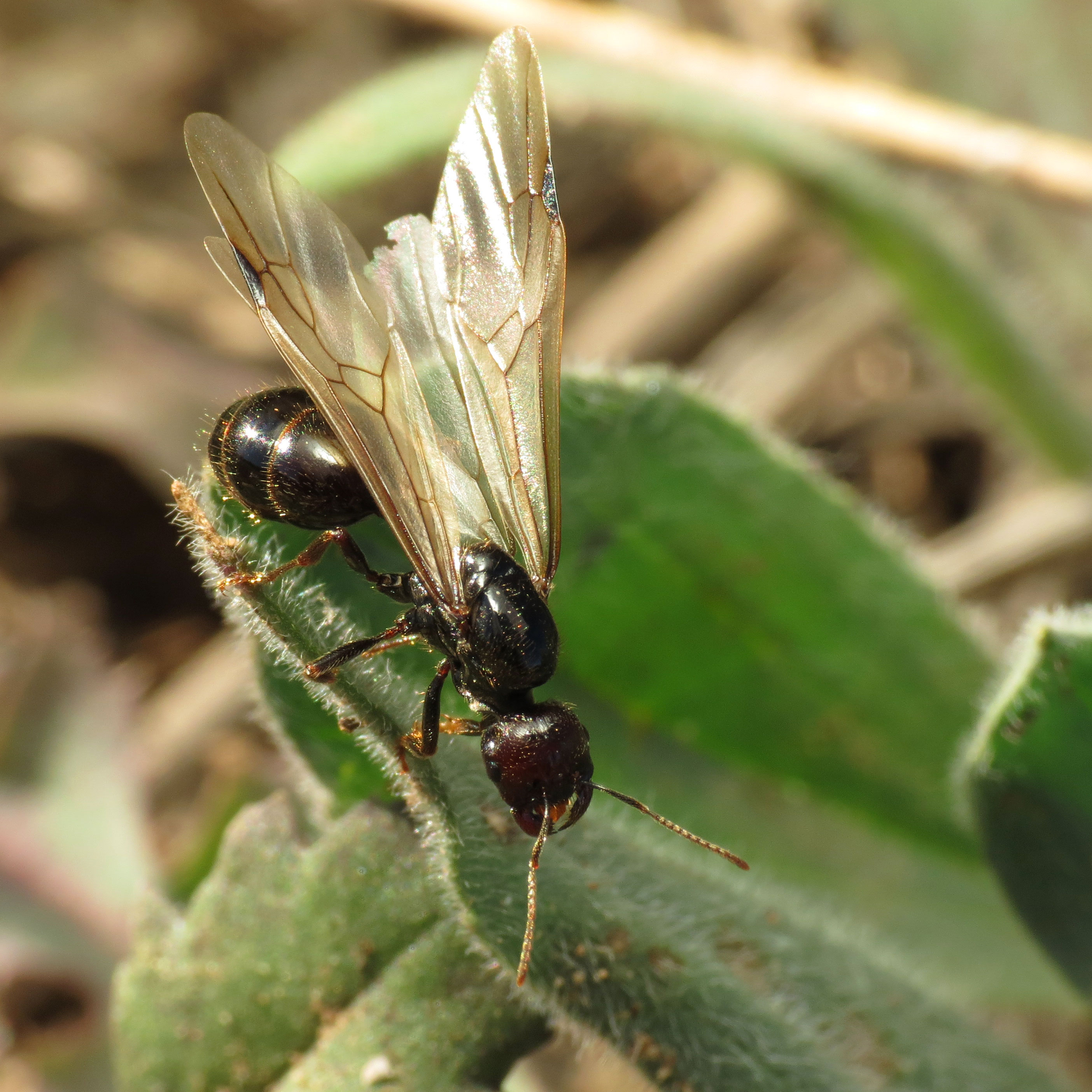
Reina de Messor barbarus, una espècie molt freqüent als Països Catalans

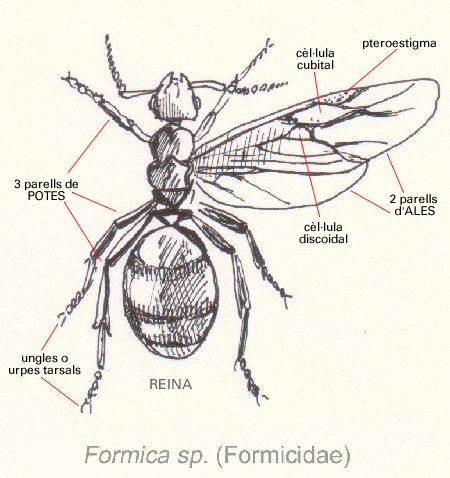
Dibuix d'una formiga reina

La formiga reina és la formiga femella reproductiva dins d'un formiguer que esdevé la mare de la resta de població del formiguer. La formiga reina pon els ous d'on sortiran les larves que es convertiran en pupes.
Les formigues reines són les úniques capaces de pondre ous a mesura que ho necessita la població, de manera que si una colònia pateix la mort o pèrdua de la formiga reina, la colònia estarà sentenciada. Als pocs mesos moriran totes les seves formigues obreres i la colònia s'extingirà en no existir una reina que reposi a les obreres mortes.
Una reina pot viure fins a 30 anys. Una colònia de formigues sense reina pot acceptar una nova reina per governar la seva llar.
En una colònia de formigues, la formiga reina pot viure fins a cent vegades més que la resta de formigues. Això es deu a la qualitat de vida de la qual gaudeixen les formigues reines, exemptes de problemes, tranquil·les i protegides a les càmeres i túnels del formiguer.
Les femelles de les formigues alades són les princeses, que en un futur volaran recorrent quilòmetres a la recerca d'un lloc per instal·lar la seva nova colònia i es convertiran en reines quan perdin les seves ales, que s'arrencaran elles mateixes o se'ls hi cauran en començar a caminar.